# فلاح الهاجري
فلاح فهد محمد سعيد محمد الذروة الهاجري، من مواليد 31 ديسمبر 1966، نائب سابق في مجلس الأمة الكويتي، ووزير كويتي سابق.
شارك في انتخابات مجلس الأمة الكويتي 2006 في الدائرة الرابعة والعشرون، وحصل على المركز الأول برصيد 4576 صوت وفاز بالانتخابات.
في 10 يوليو 2006 تم تعيينه وزيرا للتجارة والصناعة ، وفي يوم 1 مارس 2007 تم تعيينه وزيرا للتجارة والصناعة ، وفي يوم 28 أكتوبر 2007 تم تعيينه وزيرا للتجارة والصناعة.